# Aud Schønemann

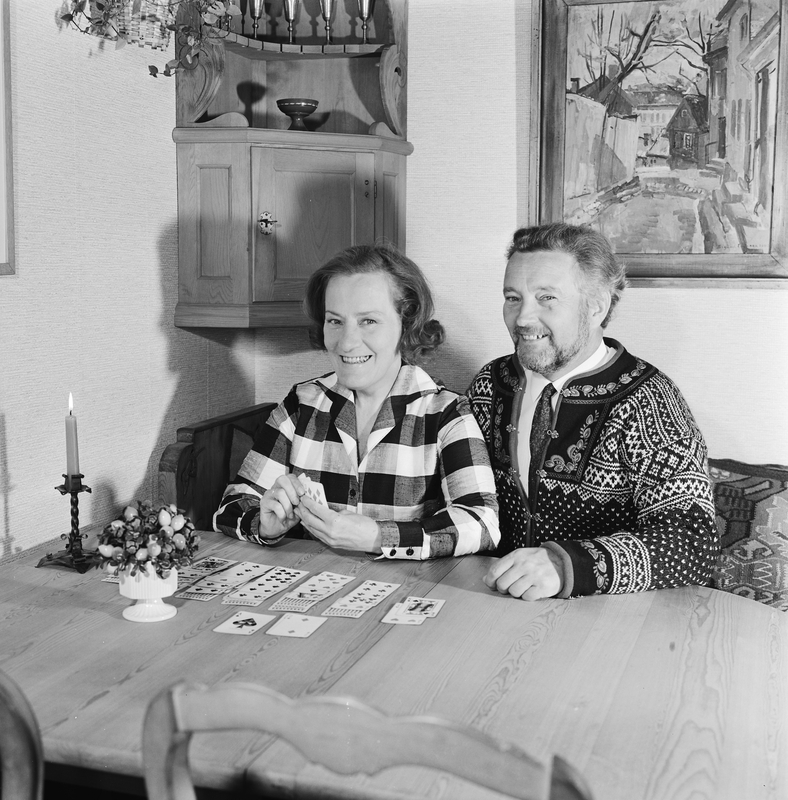
Aud Schønemann mit ihrem Mann Jan Pande-Rolfsen, 1970

Aud Schønemann, eigentlich Aud Pande-Rolfsen, (* 13. November 1922; † 30. Oktober 2006 in Oslo) war eine norwegische Schauspielerin.

## Leben
Schønemanns Eltern waren die Schauspieler August Schønemann (1891–1925) und Dagmar Kristensen (1901–1987). Sie war seit 1948 mit dem Schauspieler und NRK-Mitarbeiter Jan Pande-Rolfsen verheiratet. Sie hatten zusammen einen Sohn, Pål Pande-Rolfsen.
In dem Film Om kjærlighet synger hatte Schønemann 1946 ihre erste Rolle und Debüt. In ihrer Heimat und darüber hinaus wurde sie aber erst durch ihre Rolle als Valborg Jensen (in der dänischen Fassung der Olsenbande Yvonne Jensen) in der norwegischen Version der Olsenbande richtig bekannt.
Aud Schønemann erlitt im Jahr 2003 einen Schlaganfall und verlor dabei ihre Sprache. Sie erholte sich davon nie mehr richtig und hatte dadurch bedingt keine Auftritte mehr in Film, Fernsehen und Theater. Schønemann verbrachte ihre letzten Lebensjahre im Uranienborg-Pflegeheim in Oslo. Sie wurde am 9. November 2006 nach einer Feuerbestattung im Krematorium von Oslo im angeschlossenen Friedhof Vestre gravlund beigesetzt. Eine Statue zu Aud Schønemann, entworfen und gefertigt durch die norwegische Künstlerin Nina Sundby, wurde am 21. Oktober 2010 von Oslos Bürgermeister Fabian Stang vor dem Oslo Nye Teater feierlich enthüllt.

## Filmografie (Auswahl)
- 1946: Om kjærlighet synger de
- 1948: Den hemmelighetsfulle leiligheten als Kontordame
- 1951: Kranes konditori als Fräulein Thorsen
- 1953: Brudebuketten als Mirakel, Magd
- 1960: Omringet
- 1961: Sønner av Norge als Vorstadtbewohnerin
- 1963: Elskere
- 1966: Hurra for Andersens als Hildur Sofie geborene Evensen
- 1968: Sus og dus på by'n als Nelly
- 1969: Olsen-Banden als Valborg
- 1970: Olsenbanden og Dynamitt-Harry als Valborg
- 1970: Balladen om mestertyven Ole Høiland als Gjertrud (Oles mor)
- 1970: Skulle det dukke opp flere lik er det bare å ringe...  als Lilly Hansen
- 1971: Norske byggeklosser als Bankangestellte
- 1972: Fleksnes Fataliteter als Modern
- 1972: Olsenbanden tar gull als Valborg
- 1973: Olsenbanden og Dynamitt-Harry går amok als Valborg
- 1974: Marve Fleksnes – der einsame Junggeselle (Den siste Fleksnes) als Modern
- 1975: Olsenbanden møter Kongen & Knekten als Valborg
- 1975: Olsenbandens siste bedrifter als Valborg
- 1976: Bør Børson II als Sorenskriverfruen
- 1976: Olsenbanden for full musikk als Valborg
- 1977: Olsenbanden & Dynamitt-Harry på sporet als Valborg
- 1978: Olsenbanden + Data Harry sprenger verdensbanken als Valborg
- 1979: Olsenbanden og Dynamitt-Harry mot nye høyder als Valborg
- 1981: Olsenbanden gir seg aldri! als Valborg
- 1982: Olsenbandens aller siste kupp als Valborg
- 1984: ...men Olsenbanden var ikke død! als Valborg
- 1985: Deilig er fjorden als Passagier auf Tangviks båt
- 1994: Fredrikssons fabrikk – The Movie als Margit
- 1998: Nr. 13 als Frau Skau (TV)
- 1999: Olsenbandens siste stikk als Valborg
- 2001: Fleksnes: Himmelen kan vente als Modern

## Auszeichnungen und Ehrungen
- 1968/1969:Teaterkritikerprisen
- 1992: Leif Justers ærespris
- 1993: Ritter 1. Klasse des St. Olavs Ordens[1]
- 1997: Oslo bys kulturpris
- 1997: Amandas Ærespris Ehrenpreis für ihr Lebenswerk gemeinsam mit Knut Bohwim
- 2001: Ehrenpreis des Komiprisen (Komikerpreis)
- 2002: St. Hallvardsmedaljen